# Dragan Kovačić
Dragan Kovačić (5 de octubre de 1939, en RFS Yugoslavia) fue un jugador de baloncesto serbio. Consiguió tres medallas en competiciones internacionales con Yugoslavia.